# 形動詞
形動詞（けいどうし）は、動詞の形が変化して形容詞の働きをするようになったものである。ポーランド語やロシア語など、多くのスラヴ系言語に見られる。
例えば、ロシア語には、
1. 能動形動詞現在
2. 能動形動詞過去
3. 被動形動詞現在
4. 被動形動詞過去

の4つがある。それぞれ、能動形容分詞現在、能動形容分詞過去、受動形容分詞現在、受動形容分詞過去とも呼称される。
ウクライナ語や教会スラヴ語、チェコ語では形動詞と呼ぶかわりに分詞と呼ぶこともある。現代ウクライナ語では、被動形動詞（受動分詞）以外はあまり使われていない。被動形動詞（受動分詞）は、主に受動態を表すために用いられる。

## 関連事項
- 副動詞
- 分詞